# Gary Boudreault
Pour les articles homonymes, voir Boudreault.
Gary Boudreault est un acteur et chanteur québécois né le 24 juillet 1961 au Québec (Canada).

## Biographie
Gary Boudreault est diplômé du Conservatoire d'art dramatique de Montréal, promotion 1988.

### Chanson
Il sort, en 2000, un CD intitulé « Album Simple ». En septembre 2008, avec la comédienne Éveline Gélinas du groupe western tiré du téléroman de L'Auberge du chien noir, il participe comme chanteur à l'enregistrement de l'album « Les Westerners », sur les paroles écrites par Sylvie Lussier et Pierre Poirier sous la direction musicale de Scott Price.

## Filmographie

### Télévision
- 1991 : Lance et compte : Le crime de Lulu
- 1992 : La Montagne du Hollandais : Mickey Grandmont
- 1994 : René Lévesque : René Garneau
- 1995 : Radio Enfer : M.Gélinas
- 1999 : Radio : Paulin
- 1999 : Catherine : Quintal'
- 2003 : L'Auberge du chien noir : Patrick (groupe Westerners)
- 2005 : Les Invincibles : René
- 2008 : Roxy : Bob (copropriétaire du Bistro)
- 2017 : District 31 : Claude Lefebvre, détective privé

### Cinéma
- 1991 : Nelligan : Marin
- 1989 : Les Heures précieuses : André
- 1996 : Le Silence des fusils : Policier
- 1996 : Remue-ménage : Meo
- 1999 : Emporte-moi : Boulanger
- 1999 : Matroni et moi : Bob
- 2000 : La Beauté de Pandore : Bruno
- 2001 : Karmina 2 : Voisin
- 2001 : L'Ange de goudron : Bertrand
- 2010 : Route 132 : Sergent Michaud
- 2016 : Les Mauvaises Herbes : Deux-temps
- 2018: Les rois mongols:le pharmacien

## Distinctions
- 2000 : Nomination aux Prix Jutra, meilleur acteur de soutien pour le film Matroni et moi